# Bhuzi
Bhuzi (arab. بحوزى) – miejscowość w Syrii, w muhafazie Tartus. W 2004 roku liczyła 1801 mieszkańców.